# Гудское ущелье
Гудское ущелье (или Кудское ущелье, груз. გუდოს ხეობა, груз. გუდაური, осет. Хъуды ком или Хъудыком) — ущелье на северо-востоке Грузии, административно входящее в край Мцхета-Мтианети (крайний юг Казбегского муниципалитета). Расположено на склонах Большого Кавказа, к югу от Крестового перевала в истоках реки Арагви.
В Гудском ущелье родился известный осетинский писатель Сека Гадиев.
До начала 1990-х годов большинство населения составляли осетины. Осетинскими сёлами ущелья были: Фаллагкау, Кумлисцихе (Уалваз), Ганис, а также смешанными осетино-грузинскими сёлами: Сокуртикау и нынешний курорт Гудаури. К югу от них вниз по течению Арагви располагаются грузинские сёла Млета и др.